# Proembryon
 (février 2016).
Si vous disposez d'ouvrages ou d'articles de référence ou si vous connaissez des sites web de qualité traitant du thème abordé ici, merci de compléter l'article en donnant les références utiles à sa vérifiabilité et en les liant à la section « Notes et références ».
En botanique, un proembryon est un ensemble de cellules végétales qui n’a pas encore été différencié en un embryon et un suspenseur.